# NGC 6163
NGC 6163 ist eine 14,4 mag helle Balken-Spiralgalaxie mit ausgedehnten Sternentstehungsgebieten vom Hubble-Typ SBa  im Sternbild Herkules am Nordsternhimmel. Sie ist schätzungsweise 473 Millionen Lichtjahre von der Milchstraße entfernt und hat einen Durchmesser von etwa 85.000 Lichtjahren. Die Galaxie ist Mitglied der Hickson Compact Group 82.
Im selben Himmelsareal befinden sich u. a. die Galaxien NGC 6161 und NGC 6162.
Das Objekt wurde am 30. Juni 1870 von Édouard Stephan entdeckt.